# José Raúl Ibáñez
José Raúl Ibáñez (Pueblo Libertador, Corrientes, 30 de diciembre de 1957) es un ayudante mayor de la Prefectura Naval Argentina que el 22 de mayo de 1982, ostentando la jerarquía de cabo primero, repelió un ataque aéreo con una ametralladora del barco derribando una aeronave. Por esta acción de guerra fue merecedor a la más alta condecoración militar otorgada por la República Argentina, la Cruz al Heroico Valor en Combate

## Carrera en la Prefectura Naval Argentina
Dado de alta como marinero de primera, el 1 de junio de 1979 fue destinado a la Escuela de Suboficiales «Martín Jacobo Thompson» de la ciudad de Zárate, provincia de Buenos Aires. 
Realizó diversos cursos específicos a su formación como el cursado en 1981 de Control de Averías e Incendio. Ese mismo año aprobó los cursos de Ametralladora Browning calibre 12,7 milímetros y de Cañón Oerlikon calibre 20 milímetros . 
Entre julio de 1981 y enero de 1982 se desempeñó como maquinista, cumpliendo funciones en la División Patrullaje de la Dirección de Prefecturas de Zona, integrando la tripulación del Guardacostas PNA GC-83 Río Iguazú.

## Guerra de las Malvinas
El guardacostas Río Iguazú, zarpo el 22 de mayo con destino a Puerto Darwin transportando personal y material del Ejército Argentino cuando a las 08:25 horas fue atacado por dos aviones ingleses Sea Harrier, repeliéndose con las ametralladoras Browning 12,7 mm propias, derribándose uno de los aviones enemigos. Como consecuencia de las averías sufridas en el casco, se producía un severo apopamiento por la entrada de agua, el buque fue encallado en una isla a trece millas al este de Puerto Darwin, disponiéndose su abandono ante la eventualidad de nuevos ataques, quedando prácticamente inutilizado.
Durante el combate perdió la vida el cabo segundo Julio Omar Benítez mientras operaba una ametralladora Browning 12,7 mm, resultando además heridos el Oficial Principal Oscar González Gabino, el ayudante de tercera Juan José Baccaro y el cabo segundo Carlos Bengochea. En esa oportunidad Ibáñez, tomó la posición que ocupaba Benítez y repelió la agresión logrando derribar a uno de los aparatos. Todo el personal fue evacuado por medio de helicópteros de la Fuerza Aérea Argentina a Puerto Darwin, donde el 24 de mayo a las 18:00 horas el Cabo Segundo Benítez fue inhumado con las honras fúnebres con el  personal superior y efectivos del Ejército y de la Fuerza Aérea, además de los tripulantes del guardacostas Río Iguazú.

## Condecoraciones y homenajes
El cabo Ibáñez fue condecorado con la Cruz al Heroico Valor en Combate por el decreto nacional 577/83 sancionado el 15 de marzo de 1983.
Por otro lado, el 22 de mayo de 1982 Benítez fue promovido post mortem al grado de cabo primero, distinguiéndose su accionar con la Medalla al Muerto en Combate. Los heridos —ayudante de tercera, Juan José Baccaro y cabo segundo Carlos Bengochea—, fueron  distinguidos con la Medalla al Herido en Combate por dicho decreto nacional 577/83.
Además de esto, el 3 de julio de 2024 en la ciudad de Concepción del Uruguay, se nombró una calle como "Ayudante Mayor Veterano de Guerra de Malvinas José Raúl Ibáñez". Está calle es una arteria correspondiente a la Av. Spiro, en la que se encuentra el destacamento de Prefectura de Puerto de esta ciudad.